# Jean-Joseph Surin
Pour les articles homonymes, voir Surin.
Jean-Joseph Surin, surnommé « l'homme peut-être le plus mystique du XVIIe siècle », né le 9 février 1600 à Bordeaux et mort le 21 avril 1665 dans cette même ville est un prêtre jésuite français. Il appartient au courant des spirituels et mystiques et a eu un rôle de premier plan dans l'affaire des démons de Loudun (1632-1636).

## Biographie
Issu de la petite noblesse, il entre dans la Compagnie de Jésus en 1616. En 1634, il est envoyé à Loudun pour participer à l'exorcisme des ursulines possédées.
La crise des années 1630 provoque plusieurs départs parmi les jésuites. Jean Labadie, un autre bordelais et ami de Surin, demande à être dispensé de ses vœux en 1638. Surin souligne dans ses écrits que malgré les conseils de Labadie de chercher l'esprit extraordinaire, il reste fidèle à l'obéissance et à l'Église. Surin critique le choix de Labadie de quitter la Compagnie et l'Église, voyant cela comme une dérive spirituelle.
Durant cette période, Surin est confronté à des expériences mystiques qui altèrent sa santé mentale. À partir de 1635, il tombe dans un état de détresse extrême, marqué par la paralysie physique et une profonde mélancolie, qu'il décrira plus tard comme une « folie ». En 1639, Surin est censuré pour ses écrits et ses idées jugées suspectes. La Compagnie de Jésus le considère comme un exemple de « scandale », bien que certains le voient comme un mystique véritable. Cette épreuve dure vingt ans, jusqu'à sa sortie de l'infirmerie du collège de Bordeaux en 1655. 
Après cela, Surin écrit la majeure partie de ses œuvres. Bien que ses écrits aient souffert de nombreuses pertes et d'une publication souvent partielle ou désordonnée, ils témoignent de sa pensée mystique et de sa quête spirituelle. Parmi ses œuvres les plus notables figurent le Catéchisme spirituel, les Fondements de la vie spirituelle et les Dialogues. Plusieurs autres traités importants, tels que le Traité de l'amour et le Traité des secrets de la grâce, sont perdus ou seulement partiellement exploités par des éditeurs contemporains.
En 1661, la censure de Goswin Nickel réitère la défiance envers Surin et l'interdiction de ses écrits mystiques. Surin est alors sommé de se détourner de la mystique pour éviter les polémiques et se concentrer sur des sujets plus utiles.
Surin meurt en 1665.

## Analyse des textes
L'analyse des textes de Surin révèle que son expérience mystique est profondément liée au concept du secret dans la tradition mystique. L'opposition entre sens littéral et mystique, où le mystique est souvent associé à l'idée de ce qui est caché ou mystérieux, est essentielle pour comprendre ses écrits. Cette dimension du secret est liée à la difficulté d'exprimer l'expérience divine, souvent perçue comme ineffable et indéfinissable. Surin, à travers ses écrits et ses expériences, illustre le paradoxe de la mystique : la tension entre la révélation personnelle et la nécessité de respecter les directives ecclésiastiques. Ce paradoxe, où la folie et la mystique peuvent se confondre, révèle les défis auxquels sont confrontés les mystiques cherchant à concilier leur expérience spirituelle intense avec les attentes institutionnelles.

### Science expérimentale des choses de l'autre vie
Dans Science expérimentale des choses de l'autre vie, Jean-Joseph Surin explore la foi à travers une expérience mystique intense. Convaincu d'être damné, Surin écrit pour un cercle restreint de croyants, utilisant une perspective autobiographique pour décrire les manifestations surnaturelles comme renforçant la foi traditionnelle. Il soutient que ces expériences démoniaques, bien que terrifiantes, sont nécessaires pour maintenir et vivifier la foi contre l'oubli.
Surin distingue sa conviction d'être damné de la folie, affirmant que ses souffrances, bien que perçues comme des signes de folie par l'extérieur, sont une réalité spirituelle. Il propose que la foi doit être confirmée par des expériences extrêmes pour éviter la perte de sa signification.
Le texte de Surin, non publié mais diffusé en copies restreintes, montre sa volonté d'abandonner toute apparence extérieure pour se conformer totalement à la volonté divine, même au prix de la censure et du risque de passer pour fou. Il choisit de prêcher malgré sa condition, considérant le suicide comme une éventuelle issue à son tourment.

### Correspondance
La publication de sa correspondance par Michel de Certeau en 1966, fournit un aperçu crucial de sa vie spirituelle. Cette correspondance révèle ses luttes internes, ses doutes, et ses réflexions sur la nature de la foi et de la mystique. Elle montre aussi son engagement dans les conflits internes au sein de la Compagnie de Jésus et sa réponse aux critiques de mysticisme et de quiétisme. Surin développait une approche de la mystique qui, bien qu’innovante, était en décalage avec les doctrines traditionnelles. Il rejetait l’intellectualisme excessif et plaçait une forte importance sur l’expérience directe de Dieu comme preuve des vérités de la foi. Sa méthode spirituelle était caractérisée par un engagement profond et une confrontation directe avec les épreuves spirituelles.

## Œuvres
- Le Triomphe de l'amour divin sur les puissances de l'enfer en la possession de la Mère supérieure des Ursulines de Loudun, 1636
- Catéchisme spirituel, 1654
- Dialogues spirituels, 1655
- Cantiques spirituels de l'amour divin, pour l'instruction et la consolation des ames dévotes, Bordeaux, 1655 (nombreuses rééditions)
- Science expérimentale des choses de l'autre vie acquise en la possession des Ursulines de Loudun, 1663
- Fondements de la vie spirituelle, veuve Desaint libraire, rue du Foin-Saint-Jacques, 1643
- Lettres spirituelles, 1695
- Lettres spirituelles du P. Jean-Joseph Surin, t. 1 : 1630-1639, Toulouse, éditions de la Revue d'Ascetique et de Mystique, 1926édition critique de Ferdinand Cavallera et Louis Michel t. 2 : 1640-1659, 1928.
- Les voies de l'amour divin, Editions de l'Orante, 1954Textes choisis et présentés par Madeleine Daniélou
- Correspondance, Michel de Certeau, 1966
- Guide spirituel pour la perfection, coll. « Christus » (no 12), 2008, 334 p.Texte établi et présenté par Michel de Certeau
- Questions sur l'amour de Dieu, Desclée de Brouwer, coll. « Christus » (no 95), 2008, 198 p.